# Na'amod
 (février 2025).
Na'amod est un mouvement de Juifs britanniques qui cherche à mettre fin au soutien de la communauté juive britannique à l'occupation israélienne de la Cisjordanie, de Jérusalem-Est et de la bande de Gaza. Leur objectif est de « travailler pour la liberté, l'égalité et la justice pour tous les Palestiniens et Israéliens. »
Les membres sont actifs dans de nombreuses régions du Royaume-Uni, notamment à Londres, Bristol, Manchester, Leicester, Leeds, Newcastle et en Écosse. L'association estime qu'elle compte plus de 600 membres.

## Histoire

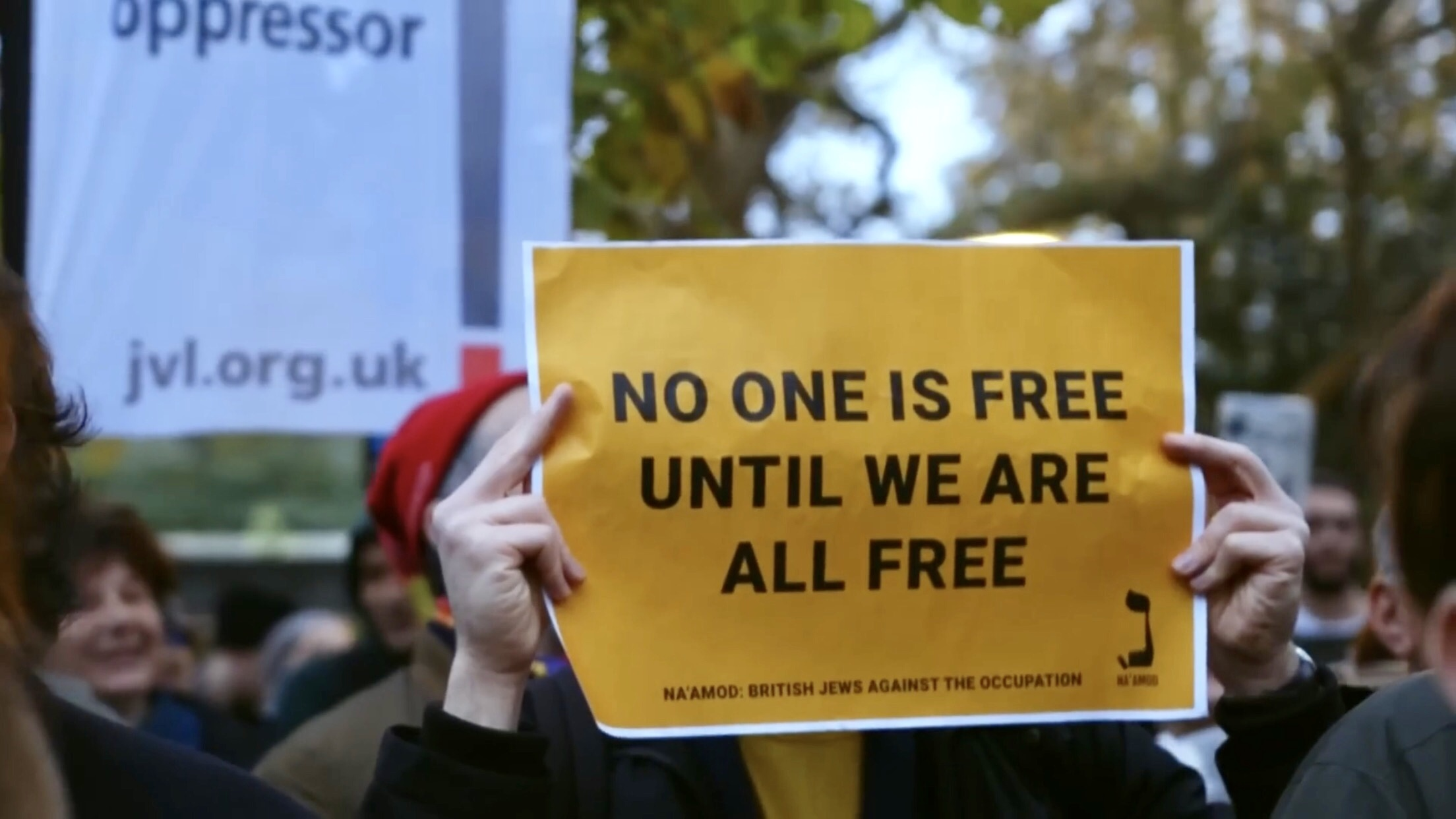
Pancarte Na'amod à Londres en novembre 2023.

Na'amod a été fondé en mai 2018 en réponse aux tirs de Tsahal sur des habitants de Gaza lors de la Marche du retour. Un groupe de 50 activistes juifs a protesté contre la fusillade en organisant un service de deuil au Parliament Square, comprenant la récitation du kaddich, une prière juive pour les morts. Cette action a été très controversée au sein de la communauté juive et les critiques qui en ont découlé ont conduit certains des militants présents à créer ce qui allait devenir Na'amod.
La première manifestation de Na'amod a eu lieu en juillet 2018, lorsque des militants ont approché les membres d'un voyage Taglit-Birthright Israel (droit du sang Israël) avec des tracts sur les récits alternatifs, pour contrer ce qu'ils affirment être les informations unilatérales que les juifs britanniques reçoivent lors des visites Birthright en Israël.
En 2022, David Collier, un blogueur juif britannique spécialisé dans l'antisémitisme, a rapporté que Na'amod avait proposé d'aider Pete Gregson, un militant de gauche qui avait été exclu du parti travailliste pour négationnisme de la Shoah, à organiser une tournée de conférences au Royaume-Uni,. Na'amod a déclaré publiquement que les allégations de M. Collier étaient fausses et l'a qualifié d'« extrémiste de droite » qui diffamait son groupe en raison de son soutien aux droits des Palestiniens. Lorsque Collier a publié des e-mails confirmant les contacts entre Na'amod et Gregson, le groupe a déclaré que, bien qu'une enquête initiale n'ait révélé aucune preuve de telles interactions, il procéderait à un examen complémentaire de la question. Na'amod a finalement confirmé les contacts avec Gregson, en déclarant que l'individu anonyme qui les avait établis avait été exclu de l'organisation, et s'est excusé auprès de Collier tout en faisant un petit don à une organisation pacifiste.
Tout au long de la guerre à Gaza, Na'amod a exigé un cessez-le-feu illimité, l'échange d'otages israéliens et de prisonniers palestiniens, ainsi que la fin du blocus de la bande de Gaza.

## Structure et activités
Na'amod est une organisation décentralisée et non hiérarchique dont les membres prennent leurs décisions par consensus. La participation est limitée aux personnes qui s'identifient comme juives.
Na'amod a fait campagne contre les projets d'annexion de la Cisjordanie, UK Lawyers for Israel lorsqu'ils ont accueilli un représentant du groupe de colons Regavim, la nomination de Tzipi Hotovely au poste d'ambassadeur d'Israël au Royaume-Uni,, le bombardement israélien de Gaza en 2021 et les expulsions de Cheikh Jarrah à Jérusalem-Est.
Depuis octobre 2023, Na'amod s'est engagé avec d'autres organisations juives pro-palestiniennes dans le cadre des manifestations lors de la guerre à Gaza au Royaume-Uni. Na'amod a également participé à l'organisation de manifestations devant le bureau des Affaires étrangères et du Commonwealth, et d'un débrayage pour protester contre la participation de Tzipi Hotovely au festival Limmud 2024.

## Accueil
En janvier 2022, ils ont fait l'objet d'un documentaire de la BBC sur l'antisémitisme et la communauté juive.
Keith Kahn-Harris, sociologue et commentateur des affaires juives britanniques, a décrit Na'amod comme ayant une « influence disproportionnée par rapport à sa taille » auprès des militants qui sont « profondément engagés dans la vie juive ». Arielle Angel, rédactrice en chef du magazine américain Jewish Currents, considère Na'amod comme l'un des groupes qui, aux États-Unis et au Royaume-Uni, ont « fait évoluer la conversation intracommunautaire autour d'Israël et de la Palestine ».